# CAC/PAC JF-17 Thunder
CAC/PAC JF-17 Thunder je čínsko-pákistánský jednomotorový nadzvukový lehký víceúčelový bojový letoun, vyvinutý ve spolupráci čínské Chengdu Aircraft Industry Corporation (CAC) a pákistánského výrobce Pakistan Aeronautical Complex (PAC). Čínské označení letounu je FC-1 Xiaolong.

## Vývoj

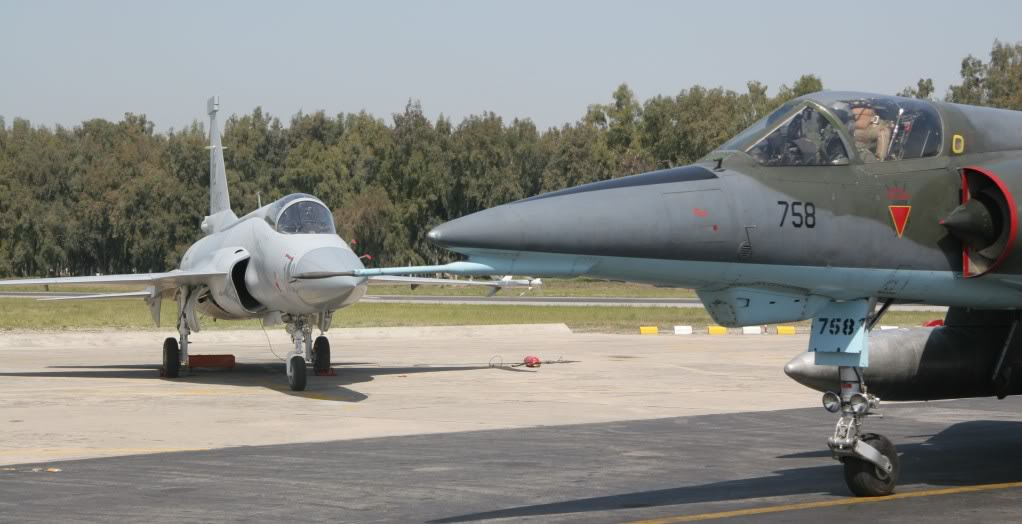
Pákistánský JF-17 se stíhacím strojem Mirage 5 v popředí

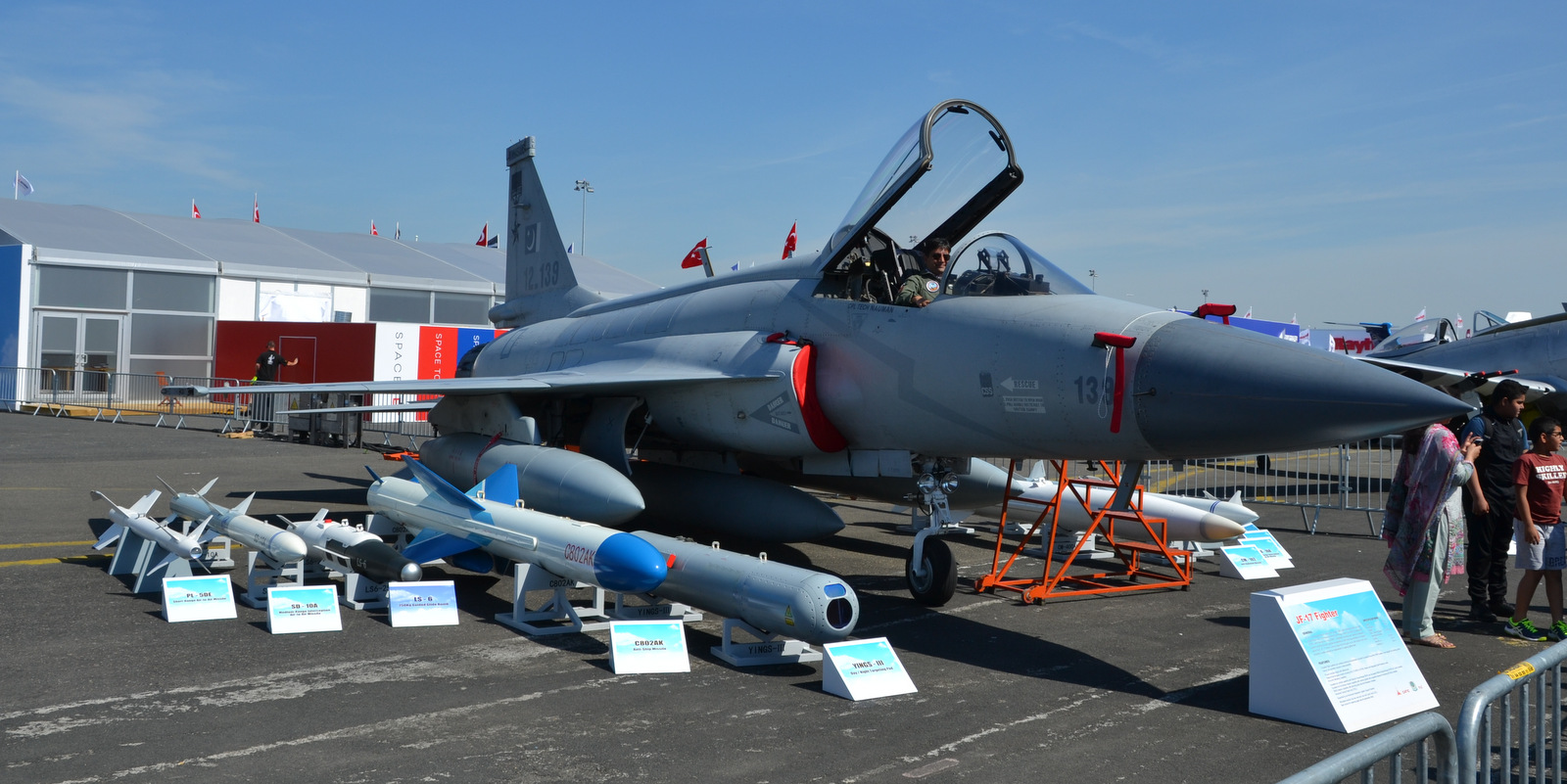
JF-17 na pařížském aerosalonu 2019

Smlouvu o spolupráci na vývoji letounu FC-1 podepsala ČLR s Pákistánem roku 1995. Pákistán přitom požadoval stroj, který by ve službě nahradil stávající lehké bojové letouny Nanchang A-5, Chengdu F-7, Dassault Mirage III a Dassault Mirage 5. Kontrakt na výrobu strojů byl podepsán v roce 1999 a v roce 2002 byla zahájena stavba prvního prototypu, na který postupně navázalo dalších pět, z toho dva pro pozemní zkoušky. K jeho prvnímu letu došlo 2. září 2003 z čínského letiště Wenjiang u města Chengdu. V březnu 2007 byl typ přijat do služby v Pákistánském letectvu, kdy převzalo první dva z celkem osmi předsériových strojů. První plně operační jednotkou, provozující typ JF-17, se v únoru 2010 stala pákistánská 26. peruť Black Spiders. Pákistánské letectvo přitom plánuje do roku 2015 získat 200 strojů (celkově až 250 strojů). Původní objednávka Pákistánu obsahovala 50 strojů JF-17 Block I, z nichž osm předsériových a dva sériové byly vyrobeny v Číně, zbývající sestavil do roku 2012 závod PAC. Tyto stroje měly omezené operační schopnosti a jejich konstrukce byla tvořena především hliníkovými slitinami v kombinaci s vysokopevnostní ocelí a slitinami titanu.
V květnu 2011 bylo objednáno dalších 50 exemplářů, tentokrát ve standardu JF-17 Block II, v jejichž konstrukci bylo použito více kompozitních materiálů. Block II byl navíc vybaven pevným nástavcem pro tankování paliva za letu, datalinkem, vylepšenou avionikou a modernějším systémem vlastní ochrany. Produkce těchto letounů byla zahájena v roce 2013, první z nich pak vzlétl 9. února 2015.
Pákistánské letectvo v roce 2017 operuje s více než osmdesátkou letounů Thunder, které tvoří výzbroj pěti letek. Poslední z nich byla přezbrojena v únoru 2017.
Jako první zahraniční uživatel letoun roku 2015 v počtu 16 kusů objednal Myanmar. První letoun byl dodán roku 2018. Druhým zahraničním uživatelem typu JF-17 se v lednu 2016 stala Nigérie, která ještě roku 2016 odebere první tři letouny. Jako třetí objednala nejméně osm kusů JF-17 Srí Lanka.
V roce 2013 oznámil čínský výrobce vývoj dvoumístné verze. Montáž prvního prototypu byla zahájena v dubnu 2016. Dne 27. dubna 2017 proběhl první let prototypu této dvoumístné verze označené JF-17B/FC-1B. Zadní pracoviště instruktora bylo zabudováno v místě palivové nádrže, která byla v rámci zachování kapacity paliva přemístěna do zvětšeného hřbetu trupu. Přepracovaná svislá ocasní plocha je vyšší a má větší šípovitost. Zvětšeno bylo rovněž rozpětí křídla současně s prodloužením přídě. První sériový dvoumístný letoun JF-17B byl pákistánskému letectvu dodán v prosinci 2019.
V roce 2019 se v čínském Čcheng-tu uskutečnil první let prototypu verze JF-17C Block III. Jeden prototyp této verze vznikl v číně a druhý v Pákistánu. Mezi vylepšení patří head-up displej, avionika, vylepšený systém elektronického boje, nový radar KLJ-7A kategorie AESA (může současně sledovat 15 cílů a zasáhnout 4 objekty), infračervený vyhledávací a sledovací systém IRST, datalink a do jejich výzbroje byly integrovány protiletadlové řízené střely PL-15 s dosahem až 145 kilometrů.

## Konstrukce

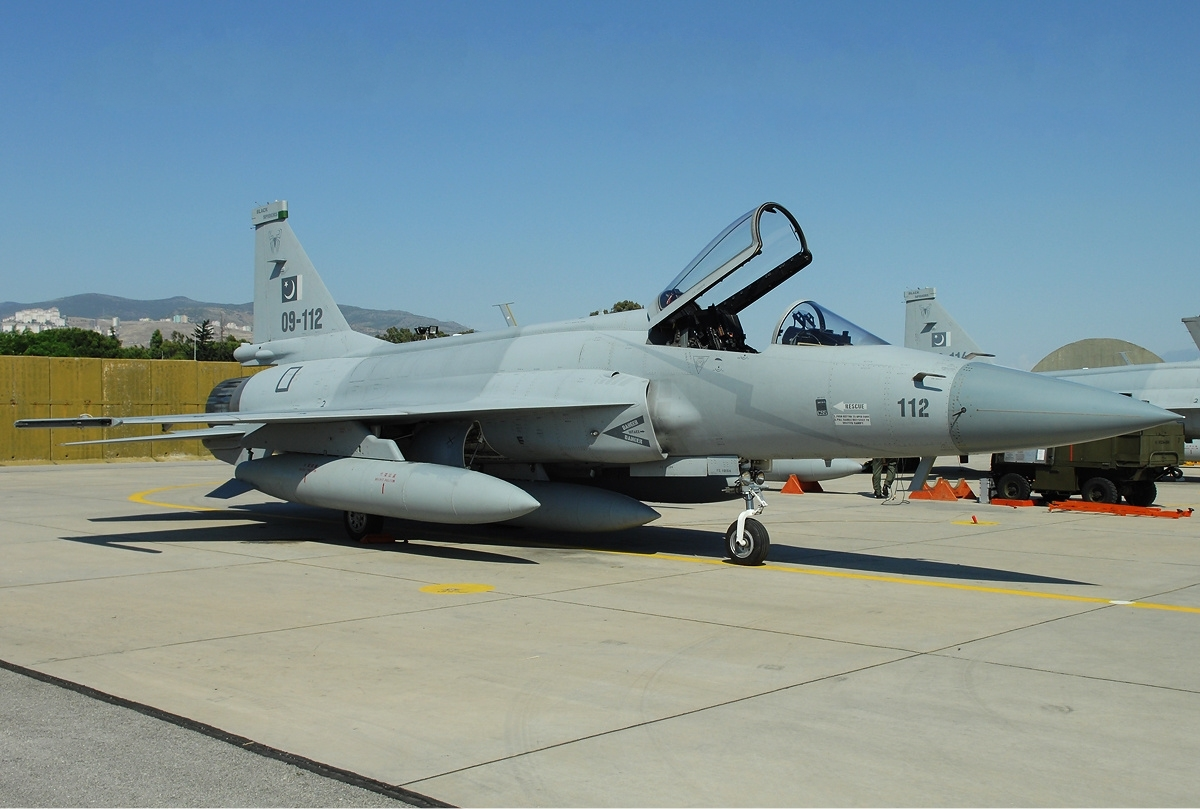
Pákistánský JF-17 v Turecku roku 2011

Systém řízení dosavadní verze je kombinovaný - zatímco kormidlo a vodorovné ocasní plochy pilot ovládá mechanicky, klapky a mechanizace křídla fungují elektronicky. Plánováno přitom je plně elektronické řízení fly-by-wire. Taktické palubní systémy pocházejí, pro snížení nákladů na vývoj, ze stíhacího letounu Chengdu J-10. Letouny pohání jeden dvouproudový motor Klimov RD-93 s tahem 49,4 kN či 84,4 kN s přídavným spalováním. Výhledově by ho měl nahradit čínský motor WS-13, jehož vývoj se ale neustále protahuje. Výzbroj tvoří jeden 23mm kanón GŠ-23-2 a až 3 630 kg výzbroje na závěsnících, z nichž čtyři jsou pod křídlem, jeden pod trupem a dva na koncích křídla.

## Verze

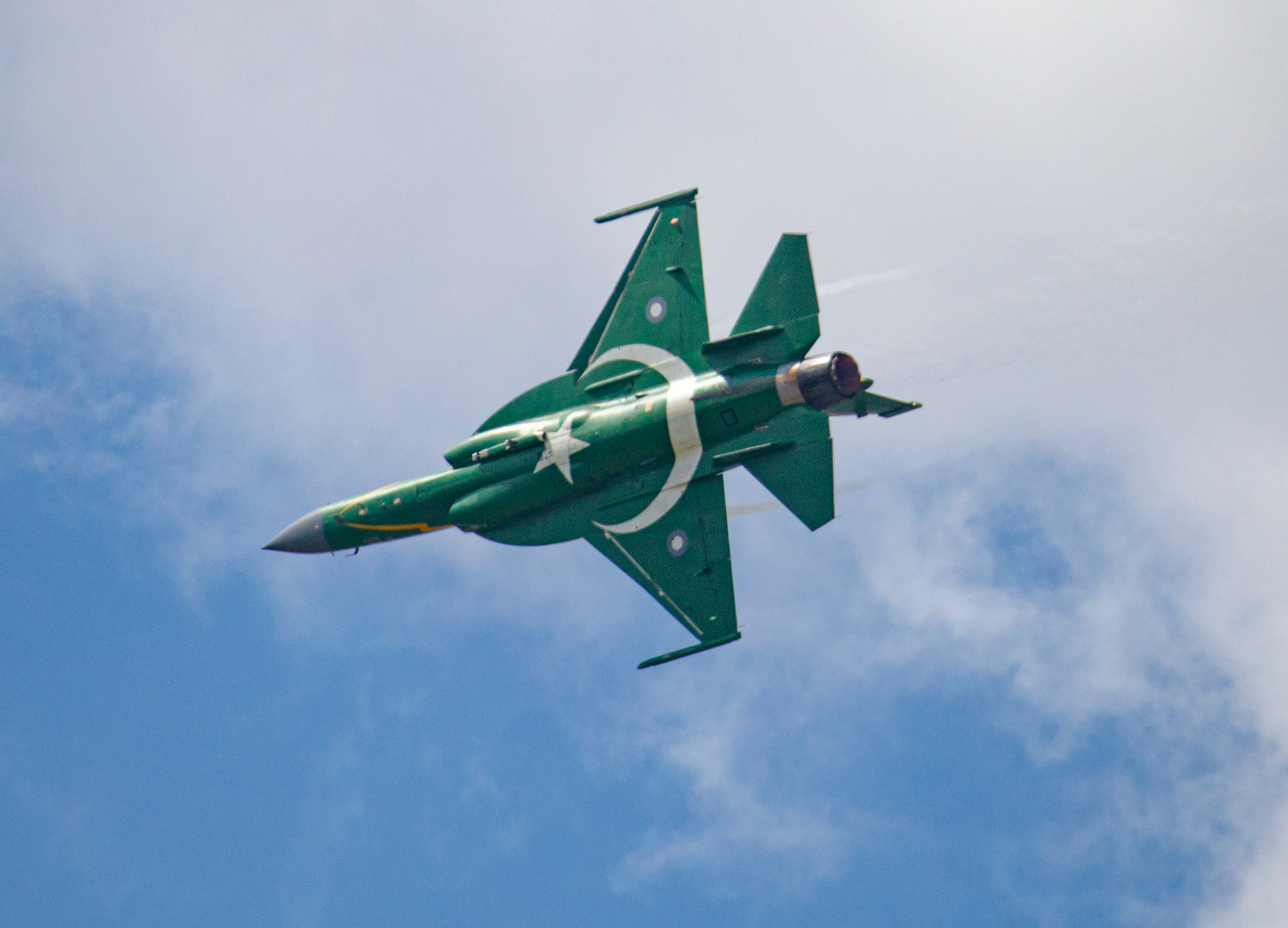
JF-17 během ukázky na pařížském aerosalonu 2019

- JF-17 Block I – jednomístná verze (50 ks pro Pákistán)
- JF-17 Block II – jednomístná verze (50 ks pro Pákistán)
- JF-17 Block III – jednomístná verze
- JF-17B – dvoumístná verze

## Uživatelé

### Současní
- Ázerbájdžán
  - Ázerbájdžánské letectvo – Země měla od typ JF-17 zájem od roku 2012, protože její letectvo bylo relativně slabé. Plánován nákup až 24 kusů. Veřejnosti poprvé představeny na veletrhu ADEX 2024.[12]

- Irák
  - Irácké letectvo - Irácké ministerstvo obrany v únoru 2022 objednalo pravděpodobně 12 strojů ve verzi Block III.[13]

- Myanmar (Barma)
  - Myanmarské letectvo – Objednáno 16 kusů.[12]

- Nigérie
  - Nigerijské letectvo – Provozuje 3 letouny JF-17N Block II vyrobené v pákistánském podniku Pakistan Aeronautical Complex (PAC) od roku 2021. Kontrakt na dodání letounů vyšel 184,3 milionů dolarů. Nigérie projevuje zájem o další letouny, které by měly nahradit  letouny Chengdu F-7NI.[14] Do roku 2024 odebráno 12 letounů.[12]

- Pákistán
  - Pákistánské letectvo

- Srí Lanka
  - Srílanské letectvo – objednáno nejméně osm kusů

### Potenciální
- Argentina
  - Argentinské letectvo - Argentina zvažovala z Pákistánu zakoupit blíže nespecifikovaný počet letounů JF-17,[15] v dubnu 2024 ale oznámila nákup 24 strojů F-16A/B vyřazovaných Dánskem.[16][17]

## Specifikace (JF-17)

### Technické údaje

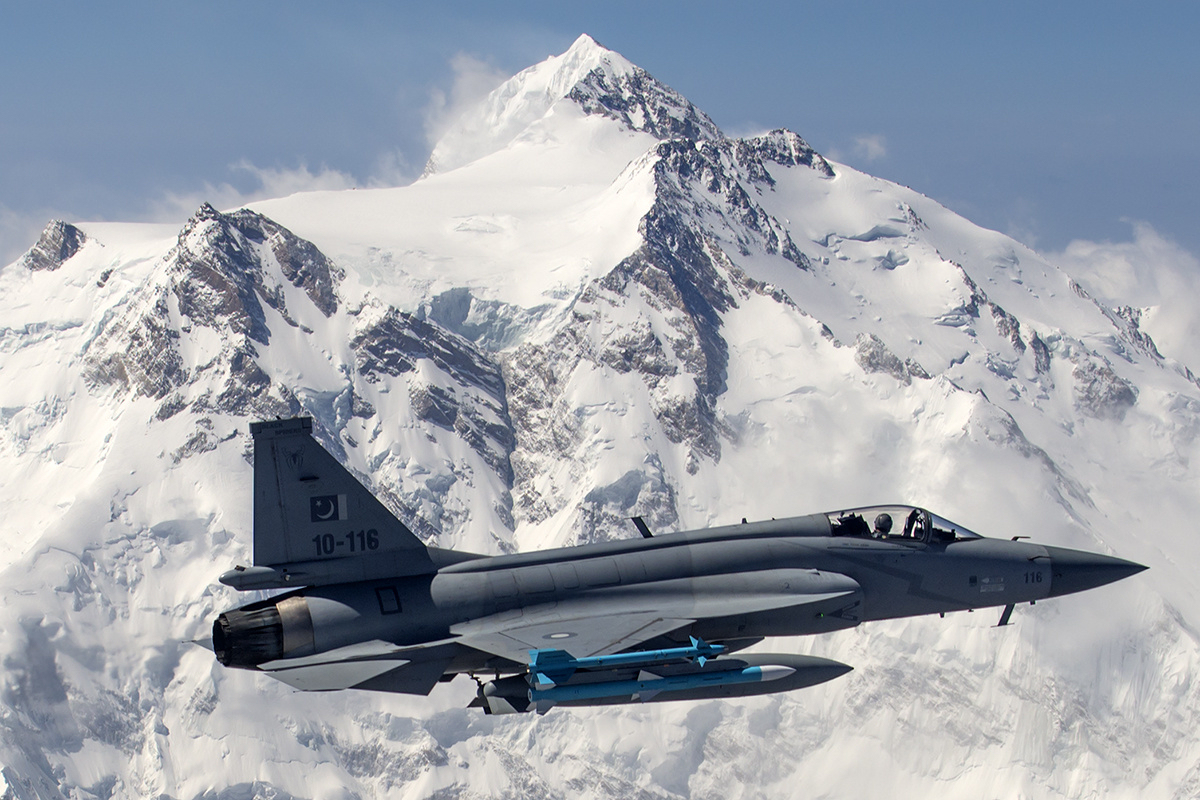
JF-17 Thunder s horou Nanga Parbat v pozadí

- Posádka: 1
- Délka: 14 m
- Rozpětí: 9,45 m
- Výška: 4,77 m
- Hmotnost prázdného stroje: 6411 kg
- Maximální vzletová hmotnost : 12 700 kg
- Pohonná jednotka: 1× dvouproudový motor Klimov RD-93
- Tah pohonné jednotky: 49,4 kN (84,4 kN s přídavným spalováním)

### Výkony
- Maximální rychlost: 1,8 M
- Dolet 1352 km
- Dostup: 16 920 m

### Výzbroj
- 23mm kanón GŠ-23-2
- 3630 kg výzbroje na sedmi závěsnících